# 塩原ダム
塩原ダム（しおばらダム）は、栃木県那須塩原市関谷字西山地先、那珂川水系箒川に建設されたダムである。

## 沿革
「中小河川改修事業」を度々実施していた箒川であるが、より確実な洪水調節の必要に迫られていた栃木県は箒川・那珂川の洪水調節を目的に1969年（昭和44年）補助治水ダムを箒川に計画した。この頃下流沿岸の塩那台地が農業振興地域に指定され、且つ流域の約3,000 haに上る水田地帯は稲の早期栽培の導入もあって田植え時期が早期化、この為4月から5月に掛けての用水不足が顕在化している事もあって農業用水の確保も必要となり、結果灌漑目的を加えた補助多目的ダムとして建設に着手し1978年（昭和53年）に完成させた。ダムの型式は重力式コンクリートダム、高さは60.0 mで洪水調節、不特定利水、塩原・那須台地の農地への灌漑を目的としている。
2019年10月12日午後9時35分頃、令和元年東日本台風（台風19号）の接近に伴い緊急放流が行われた。

## もみじ谷大吊橋
ダムは日光国立公園内に位置し、潜竜峡や塩原温泉郷に程近い観光地内に建設されている。ダム湖である塩原湖周辺は環境整備がなされており、ダム右岸には塩原ダム公園が整備された。ここに1999年（平成11年）、塩原湖を跨ぐ「もみじ谷大吊橋」という全長320 mの歩行者専用の吊橋が完成した。この吊橋ではトラスなどの補剛桁を用いず、横に張ったワイヤーロープで強度を確保しており、無補剛桁歩道吊橋としては本州一の長さを誇る。春の新緑や秋の紅葉の季節には鮮やかな景色を湖面に映し、塩原の新観光名所となった。完成年には110万人の観光客が訪れ、今でも年間50万人が訪れる日光国立公園の観光スポットとして定着している。ダム周辺はクマタカの繁殖地でもあり、近年は「日光・那須塩原緑の回廊」という計画が立案され自然保護を行おうという動きが起きている。
通行料金は、大人が1回300円（20人以上の団体は一回270円）、中学生、高校生、65歳以上の高齢者、障害者は1回200円（20人以上の団体は一回180円）、幼児は団体個人共に無料である。また、那須塩原市民は無料で通行できる。通行料金は、この吊橋の維持管理費として徴収されている。駐車場は無料で左岸（国道400号側）で小型車が123台、大型車が8台、右岸で小型車が25台収容できる。2013年に「恋人の聖地」に認定された。

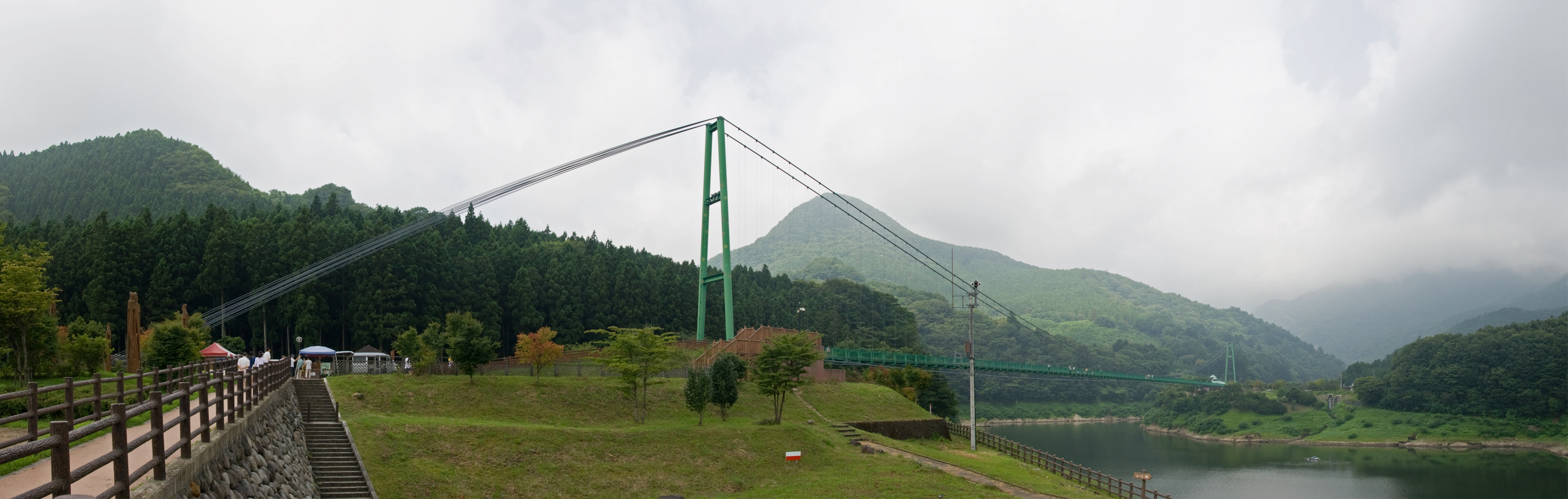
塩原湖上に架かる「もみじ谷大吊橋」